# ستاره هفت آسمون
ستاره هفت آسمان فیلمی به کارگردانی و نویسندگی حسین مدنی محصول سال ۱۳۴۷ است.

## خلاصه داستان
دو جوان تحت سلطهٔ مرد تبهکاری ناچار دست به سرقت می‌زنند و در جریان حادثه‌ای با مردی ناامید و سرخورده از زندگی روبرو می‌شوند که قصد خودکشی دارد...

## بازیگران
- فروزان
- همایون
- منوچهر وثوق
- گوگوش
- هوشنگ بهشتی
- احمد قدکچیان
- جهانگیر فروهر
- علی میری
- یدالله محمدی‌نژاد
- شیده
- شهلا